# Азербайджанский государственный театр песни имени Рашида Бейбутова
Азербайджанский государственный театр песни имени Рашида Бейбутова был основан в 1968 году народным артистом СССР Рашидом Бейбутовым.
Театр расположен по адресу: город Баку, улица Р. Бейбутова, дом 12

## Структура театра

Большая хоральная синагога в 1901 году.

Здание построено в 1901 году как синагога, по проекту архитектора И. В. Гославского, в стиле архитектуры греческого возрождения. На фронтоне здания имеется лира и две боковые двери заменены окнами и чугунная ограда с боковой стороны здания по улице Низами.

## Репертуар театра
Репертуар театра составляют произведения таких национальных композиторов, как Узеир Гаджибеков, Фикрет Амиров, Кара Караев , Рауф Гаджиев, Тофиг Гулиев, Джахангир Джахангиров, Полад Бюльбюль оглы, Рамиз Миришли, Фаик Суджеддинов, Азер Дадашев и другие.
Основу репертуара театра составляют народные песни, мугам и тесниф. Сохраняется оригинальный стиль, который был присущ Рашиду Бейбутову.

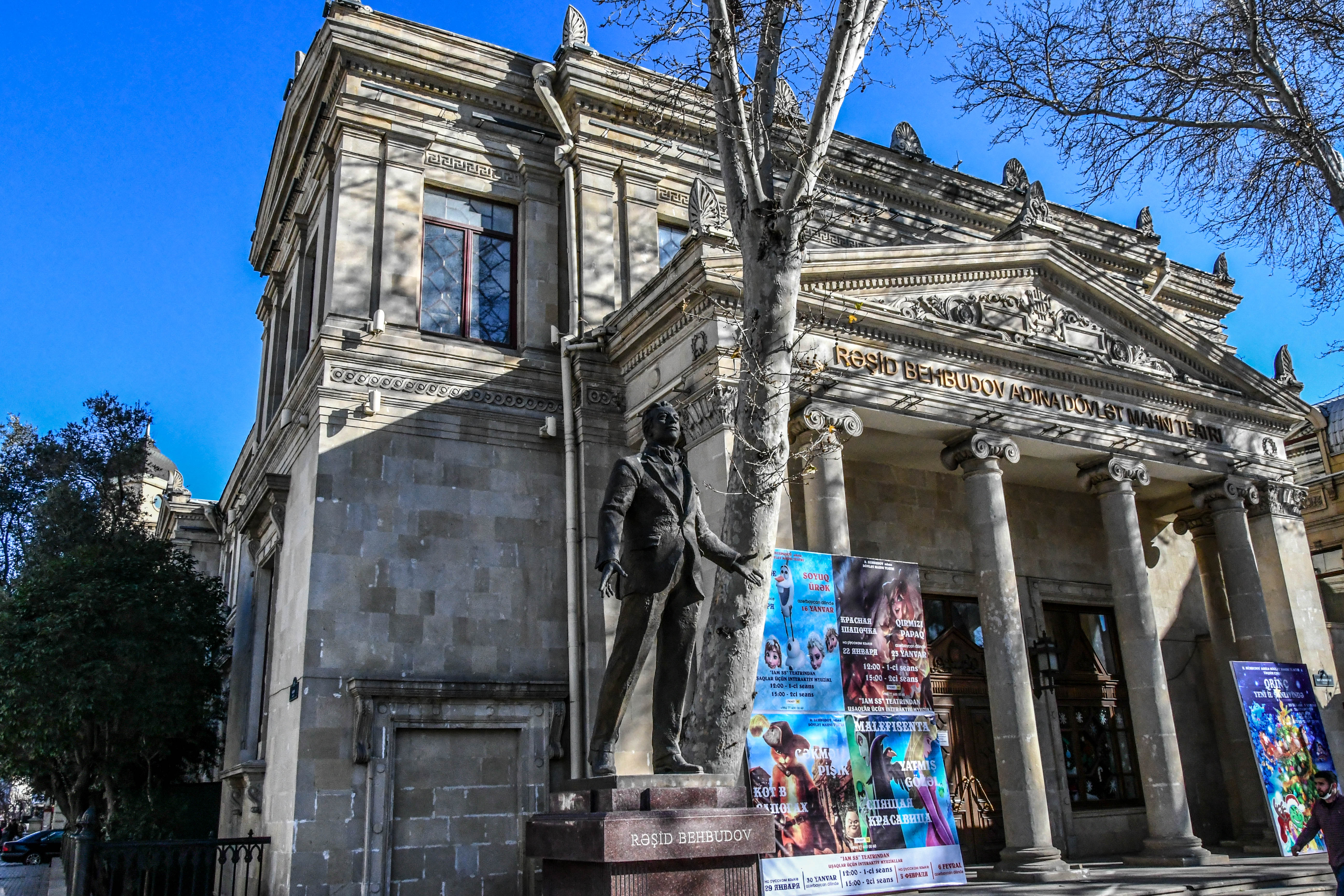
Памятник Рашиду Бейбудову перед театром

За время существования театра здесь работали такие мастера, как Заур Рзаев, Джахангир Джахангиров, Мубариз Тагиев, Эльхан Ахадзаде, Хадиджа Аббасова, Азер Зейналов, Зохра Абдуллаева, Айбениз Гашимова, Гюльяз и Гюльянаг Мамедовы, Билал Алиев и другие.

## Даты в истории театра
В 2000 году — творческий коллектив принял участие в концертной программе на открытии выставки «ЭКСПО-2000» в Ганновере
В 2001—2002 года — творческий коллектив представлял культуру Азербайджана в 2001—2002 года в Турции
В 2003 году — творческий коллектив на «Днях азербайджанской культуры» в Германии. Коллектив награждён Почётной грамотой Военного лицея имени Джамшида Нахчыванского за заслуги в эффективной организации досуга курсантов, формировании их эстетического вкуса, и организацию в Военном лицее концертной программы по случаю начала нового учебного года.
В 2004 году — творческий коллектив на «Празднике Новруз» в Екатеринбурге
В 2005 году — творческий коллектив в Вене на «Днях азербайджанской культуры», на Международном музыкальном фестивале «Мерси-Шор» в Кишинёве.
В 2016 год — Премьера спектакля «Есенин»
В 2017 год — Международный фестиваль-конкурс искусств